# クーターガメ属
クーターガメ属（クーターガメぞく、Pseudemys）は、カメ目ヌマガメ科に属する属。模式種はリバークーター。

## 分布
アメリカ合衆国東部、メキシコ北東部

## 形態
最大種はリバークーターで最大甲長43.7cm。最小種はリオグランデクーターで最大甲長23.5cm。甲板の表面は滑らかで、成長輪はあまり発達しない。椎甲板に筋状の盛りあがり（キール）がある。後部縁甲板はやや鋸状に尖る。左右の喉甲板の間には切れこみが入らない。左右の肛甲板の間には浅い切れこみが入る。
頭部はやや小型か中型。上顎の先端が凹み、その両脇が牙状に突出する種が多い。上顎の咬合面には突起が並ぶ。下顎を覆う角質（嘴）に鋸状の突起がある種が多い。四肢は頑丈で、指趾の間には水かきが発達する。尾は短いかやや短い。
メスはオスに比べると背甲が幅広く甲高が高い。オスの成体は吻端が突出し、前肢の爪が直線的に伸長する。また尾が太くて長く、尾をまっすぐに伸ばした状態では総排泄口全体が背甲の外側に位置する。さらに全身や一部が黒く変色（黒化、メラニズム）する個体もいる。メスは尾が細いうえに短く、尾をまっすぐに伸ばしても総排泄口の大部分が背甲よりも内側にある。

## 分類
以前はアカミミガメ属と共にニシキガメ属に含められたり、本属にアカミミガメ属を含む説もあった。現在はそれぞれを独立した属とする説が有力で、ニシキガメ属との近縁性は不明なもののアカミミガメ属は本属に特に近縁ではないと推定されている。
リバークーターの亜種フロリダクーターを独立種としペニンシュラクーターをその亜種とする説がある。アラバマアカハラガメ、フロリダアカハラガメ、キタアカハラガメの3種からなる単系統群と、リバークーター、リオグランデクーター、ペニンシュラクーターの3種からなる単系統群を形成すると推定されている。また前者をアカハラガメ亜属Ptychemys、後者をクーターガメ亜属の2亜属に分ける説もある。テキサスクーターは形態や酵素の電気泳動による分子系統学的解析からリオグランデクーターと単系統群を形成する説や、本属内では最も初期に分化したとする説もある。
- Pseudemys alabamensis　アラバマアカハラガメ　Alabama red-bellied turtle
- Pseudemys concinna　リバークーター　River cooter
- Pseudemys gorzugi　リオグランデクーター　Rio Grande cooter
- Pseudemys nelsoni　フロリダアカハラガメ　Florida red-bellied turtle
- Pseudemys peninsularis　ペニンシュラクーター　Peninsula cooter
- Pseudemys rubriventris　キタアカハラガメ　American red-bellied turtle
- Pseudemys texana　テキサスクーター　Texas river cooter

## 生態
河川、湖、池沼、湿原などに生息する。
食性は植物食傾向の強い雑食で、水草、藻類、魚類、両生類の幼生、昆虫、甲殻類、貝類などを食べる。幼体は動物食傾向が強いが、成長に伴い植物食傾向が強くなる。
繁殖形態は卵生。フロリダアカハラガメはアメリカアリゲーターの巣に卵を産むこともある。

## 人間との関係
本属の構成種を指す総称であるcooterは、アフリカからアメリカ合衆国に連れてこられた奴隷の現地語であるバンバラ語やマニンカ語でカメを指すkutaに由来するという説が有力。
日本では流通量が多く、遺棄されたと思われる個体の発見例がある。もし大量の個体が定着した場合は在来種との競合が考えられることから、属単位で生態系被害防止外来種に指定されている。
ペットとして飼育されることもあり、日本にも輸入されている。アクアリウムやアクアテラリウムで飼育される。多くの種は大型になるため、ケージも大型のものが必要。日光浴を好むため、皮膚を乾燥させる陸場や暖房・照明器具を設置する。水質の悪化に弱く、また特に幼体は低温に弱いため注意が必要。飼育下では人工飼料や乾燥飼料にも餌付く。

## 画像

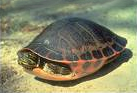
アラバマアカハラガメ P. alabamensis
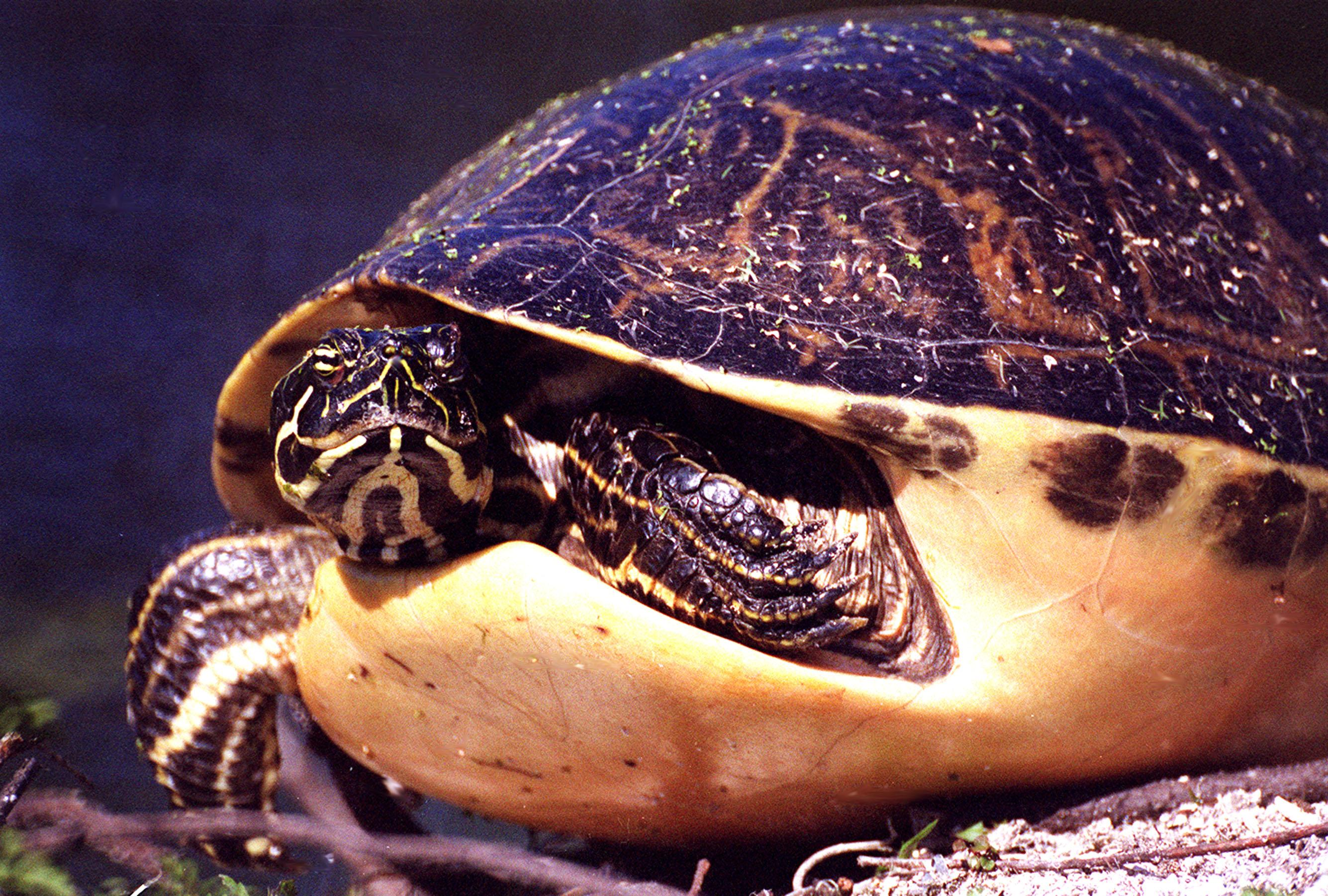
フロリダアカハラガメ P. nelsoni
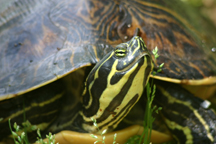
ペニンシュラクーター P. peninsularis
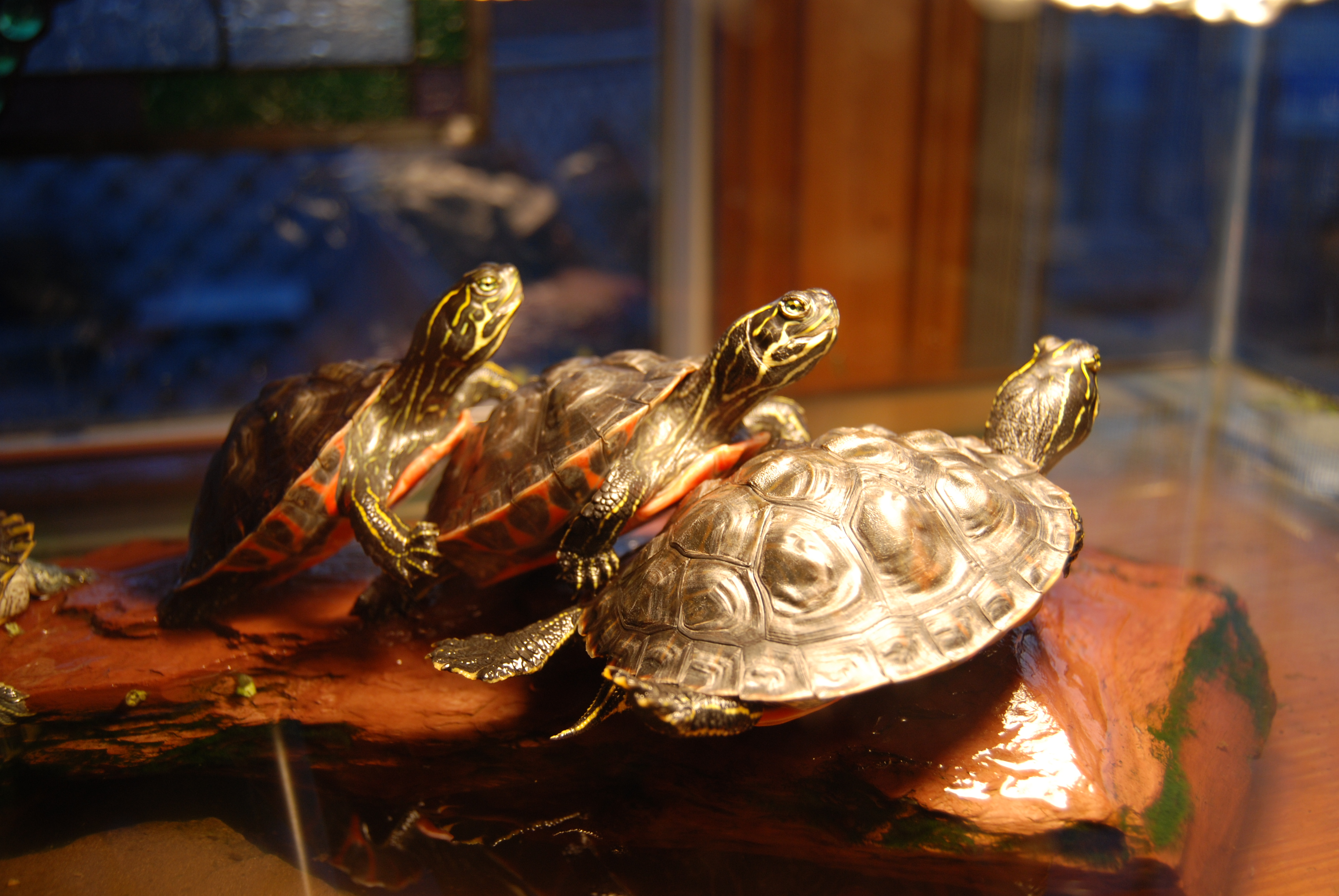
キタアカハラガメ P. rubriventris